# Rolling Stone Top 100
Rolling Stone Top 100 — еженедельный хит-парад журнала Rolling Stone. Чарт учитывает стриминг, а также физические продажи синглов при расчете позиций, при этом исключаются «пассивные прослушивания» на радио. 
В начале мая 2019 года в издании заявили, что намерены создать собственные сингловые и альбомные чарты США, противовес чартам Billboard. Представители журнала утверждают, что формулы подсчета их «конкурента» устарели и не отражают в полной мере реальный успех музыки.
Первый рейтинг был опубликован 2 июля 2019 года (за неделю с 21 по 27 июня). Первым лидером стал хип-хоп исполнитель Lil Nas X с песней «Old Town Road».